# Ferme Dostert
Ferme Dostert (lb. Douschterterhaff, Dousterterhaff, Dosterthaff, Dosterterhaff; niem. Dosterthof) – mała miejscowość (lieu-dit) we wschodnim Luksemburgu, w kantonie Echternach, w gminie Berdorf. Do 3 października 2015 miejscowość leżała w dystrykcie Grevenmacher.  